# Yeongsinbong
Yeongsinbong és una muntanya de Gyeongsangnam-do, sud-est de Corea del Sud. Té una altitud de 1.653 metres.